# Silvia Njirić
Silvia Njirić (* 9. Juli 1993 in Zagreb) ist eine kroatische Tennisspielerin.

## Karriere
Njirić begann mit sechs Jahren das Tennisspielen und spielt vor allem auf der ITF Women’s World Tennis Tour, wo sie bislang sieben Turniere im Einzel und 13 im Doppel gewinnen konnte.
Sie kam 2010 erstmals für die kroatische Fed-Cup-Mannschaft zum Einsatz. Inzwischen weist ihre Bilanz einen Sieg im Einzel und acht Niederlagen aus, davon drei im Einzel und fünf im Doppel.
In der Saison 2016 trat Njirić in der 2. Tennis-Bundesliga für Grün-Weiß Wahlstedt an.
Sie trat 2017 nur bei einem Turnier an, seit März 2018 spielt sie jedoch wieder regelmäßig auf der ITF Tour und konnte 2019 an alte Erfolge anknüpfen.

## Turniersiege

### Einzel
| Nr. | Datum             | Turnier        | Kategorie   | Belag             | Finalgegnerin      | Ergebnis       |
| --- | ----------------- | -------------- | ----------- | ----------------- | ------------------ | -------------- |
| 1.  | 10. Oktober 2010  | Algier         | ITF $10.000 | Sand              | Fatima El Allami   | 3:6, 6:3, 6:1  |
| 2.  | 8. April 2012     | Iraklio        | ITF $10.000 | Teppich           | Tamara Čurović     | 6:3, 6:4       |
| 3.  | 15. April 2012    | Iraklio        | ITF $10.000 | Teppich           | Angelica Moratelli | 6:4, 7:64      |
| 4.  | 15. November 2014 | Casablanca     | ITF $10.000 | Sand              | Amandine Cazeaux   | 6:1, 6:4       |
| 5.  | 19. April 2015    | Antalya        | ITF $10.000 | Hartplatz         | Lu Jiajing         | 6:1, 2:6, 7:5  |
| 6.  | 20. Februar 2016  | Wirral         | ITF $10.000 | Hartplatz (Halle) | Klaartje Liebens   | 3:6, 7:62, 6:3 |
| 7.  | 1. September 2019 | Vrnjačka Banja | ITF W15     | Sand              | Oana Gavrilă       | 6:0, 6:3       |

### Doppel
| Nr. | Datum             | Turnier    | Kategorie   | Belag             | Partnerin         | Finalgegnerinnen                          | Ergebnis          |
| --- | ----------------- | ---------- | ----------- | ----------------- | ----------------- | ----------------------------------------- | ----------------- |
| 1.  | 20. August 2011   | Brčko      | ITF $10.000 | Sand              | Zuzana Zlochová   | Nicole Clerico Maria Masini               | 6:4, 6:3          |
| 2.  | 27. August 2011   | Vinkovci   | ITF $10.000 | Sand              | Karla Popović     | Lisa Brinkmann Maria Mokh                 | 6:2, 6:3          |
| 3.  | 21. April 2012    | Iraklio    | ITF $10.000 | Teppich           | Petra Krejsová    | Dana Machálková Tereza Malíková           | 6:77, 6:3, [10:6] |
| 4.  | 28. April 2012    | Rethymno   | ITF $10.000 | Hartplatz         | Petra Krejsová    | Adreanna Christopoulou Irini Papageorgiou | 3:6, 6:3, [10:7]  |
| 5.  | 29. August 2014   | Pörtschach | ITF $10.000 | Sand              | Adrijana Lekaj    | Zuzana Luknárová Karin Morgošová          | 6:1, 6:75, [10:4] |
| 6.  | 6. September 2015 | Bol        | ITF $10.000 | Sand              | Adrijana Lekaj    | Anna Bondár Rebeka Stolmár                | 6:4, 7:5          |
| 7.  | 4. März 2016      | Mâcon      | ITF $10.000 | Hartplatz (Halle) | Manon Arcangioli  | Emilie Francati Wera Lapko                | 7:5, 7:65         |
| 8.  | 14. Oktober 2018  | Monastir   | ITF $15.000 | Hartplatz         | Miriana Tona      | Amira Benaïssa Elaine Genovese            | 1:6, 7:62, [10:4] |
| 9.  | 2. Dezember 2018  | Monastir   | ITF $15.000 | Hartplatz         | Tamara Čurović    | Nicole Gadient Chiara Scholl              | 7:62, 4:6, [10:6] |
| 10. | 9. März 2019      | Tabarca    | ITF W15     | Sand              | Julija Stamatowa  | Vinciane Rémy Marie Temin                 | 6:3, 6:3          |
| 11. | 16. Juni 2019     | Akko       | ITF W25     | Hartplatz         | İpek Soylu        | Shelly Bereznyak Yekaterina Dmitrichenko  | 6:2, 6:0          |
| 12. | 20. Oktober 2019  | Tabarka    | ITF W15     | Sand              | Nefisa Berberović | Nicole Gadient Chelsea Vanhoutte          | 6:0, 6:3          |
| 13. | 27. Oktober 2019  | Tabarka    | ITF W15     | Sand              | Nefisa Berberović | Hanna Posnichirenko Julyette Steur        | 7:65, 6:4         |